# Обухов, Яков Андреевич
Яков Андреевич Обухов — советский военный деятель, инженер-полковник, лауреат Сталинской премии.

## Биография
Родился 29 октября 1904 года в Грозном.
В Рабоче-Крестьянской Красной Армии — с 1930 года.
Член ВКП(б)/КПСС.
Занимал ряд инженерных и командных должностей в Рабоче-Крестьянской Красной Армии.
Занимался инженерной работой во время Великой Отечественной войны — помощник начальника 2-го отдела Артиллерийского комитета, офицер Управления вооружения наземной артиллерии ГАУ.
После Великой Отечественной войны в звании инженер-полковника продолжил службу в Советской Армии и занимался инженерной деятельностью в её рядах.
За изобретение нового образца аэрофотоаппарата был в составе коллектива удостоен Сталинской премии за выдающиеся изобретения и коренные усовершенствования методов производственной работы за 1946 год.
В отставке — с 1960 года.
Умер в 1982 году.

## Награды
- орден Ленина (1956)
- орден Красного Знамени (1950)
- орден Отечественной войны II степени (1945)
- орден Красной Звезды (1942, 1945)